# William Shockley
William Bradford Shockley (13 tháng 2, năm 1910 – 12 tháng 8, năm 1989) là một nhà vật lý và nhà phát minh người Mỹ sinh tại Anh.
Cùng với John Bardeen và Walter Houser Brattain, Shockley là người đồng phát minh ra transistor. Nhờ phát minh này họ nhận được giải Nobel Vật lý vào năm 1956. Những nỗ lực của Shockley trong việc thương mại hóa một loại transistor mới từ năm 1950 đến những năm 1960 đã dẫn đến "Silicon Valley" trở thành một nơi cách tân các thiết bị điện tử, những thiết bị này đóng vai trò lớn trong việc phát triển nhanh chóng của khoa học kỹ thuật trong nửa cuối thế kỷ này. Shockley là giáo sư tai trường Đại học Stanford, ông là người ủng hộ thuyết ưu sinh.

## Thời trẻ
Shockley sinh tại London, cha mẹ ông là người Mỹ, ông lớn lên ở California. Ông nhận bằng kỹ sư từ Đại học Kỹ thuật California năm 1932. Khi còn là một sinh viên, vào tháng 8 năm 1933, Shockley đã cưới vợ là Iowan Jean Bailey. Tháng 3 năm 1934 ông và Jean đã có con gái, Alison. Shockley nhân bằng Tiến sĩ từ Học viện Công nghệ Massachusetts (MIT) vào năm 1936. Đề tài luận án tiến sĩ của ông là Các tính toán về Hàm số sóng điện từ trong tinh thể Natri chloride. Sau khi nhận bằng tiến sĩ, ông gia nhập nhóm nghiên cứu được lãnh đạo bởi tiến sĩ C.J. Davisson tại Bell Labs ở New Jersey.
Khi Chiến tranh thế giới thứ hai nổ ra, Shockley bị cuốn vào việc nghiên cứu về radar tại một phòng thí nghiệm ở Whippany, New Jersey. Tháng 5 năm 1942 ông rời Bell Labs và trở thành giám đốc nghiên cứu của nhóm Nghiên cứu hoạt động chống tàu ngầm của Đại học Columbia. Các nghiên cứu này bao gồm cả việc phát minh ra những phương pháp chống lại các chiến thuật của tàu ngầm do việc phát triển kỹ thuật hộ vệ, quan sát, theo dõi những loại bom phá tàu.Dự án này đòi hỏi phải thường xuyên đi lại giữa Pentagon và Washington, nơi Shockley gặp các sĩ quan cấp cao và các quan chức chính phủ. Năm 1944, ông đã tổ chức một chương trình đào tạo cho các phi công lái máy bay ném bom B-29 để sử dụng loại radar mới phát hiện bom. Nhờ dự án này, Bộ trưởng Chiến tranh Robert Patterson đã trao tặng Shockley Huân chương Merit vào năm 1946.

## Các bằng sáng chế
Shockley được công nhận là chủ nhân của trên 90 bằng sáng chế ở Hoa Kỳ. Một số đáng chú ý là:
- Bằng sáng chế Hoa Kỳ số 2.502.488 "Semiconductor Amplifier". Applied for on Sept. 24, 1948; His first involving transistors.
- Bằng sáng chế Hoa Kỳ số 2.655.609 "Bistable Circuits". Applied for on ngày 22 tháng 7 năm 1952; Used in computers.
- Bằng sáng chế Hoa Kỳ số 2.787.564 "Forming Semiconductive Devices by Ionic Bombardment". Applied for on Oct. 28, 1954; The diffusion process for implantation of impurities.
- Bằng sáng chế Hoa Kỳ số 3.031.275 "Process for Growing Single Crystals". Applied for on Feb. 20, 1959; Improvements on process for production of basic materials.
- Bằng sáng chế Hoa Kỳ số 3.053.635 "Method of Growing Silicon Carbide Crystals". Applied for on Sept. 26, 1960; Exploring other semiconductors.

## Các sách của Shockley
- Shockley, William Electrons and holes in semiconductors, with applications to transistor electronics, Krieger (1956) ISBN 0-88275-382-7.
- Shockley, William Mechanics Merrill (1966).
- Shockley, William and Pearson, Roger Shockley on Eugenics and Race: The Application of Science to the Solution of Human Problems Scott-Townsend (1992) ISBN 1-878465-03-1.

## Sách về Shockley
- Joel N. Shurkin; Broken Genius: The Rise and Fall of William Shockley, Creator of the Electronic Age. New York: Palgrave Macmillan. 2006. ISBN 1-4039-8815-3
- Michael Riordan and Lillian Hoddeson; Crystal Fire: The Invention of the Transistor and the Birth of the Information Age. New York: Norton. 1997. ISBN 0-393-31851-6 pbk.